# Emili Pacense
Emili Pacense (en llatí Aemilius Pacensis) va ser un militar romà. Segurament formava part de la gens Emília.
Era tribú de les cohorts urbanes (urbanae cohortes) càrrec que exercia a la mort de Neró, però va ser destituït per Galba quan va assumir el poder. Poc després es va unir a Otó, que el va restablir en el seu càrrec i el va fer general del seu exèrcit. Va morir en lluita contra les forces de Vitel·li al Capitoli l'any 69.